# پرچم ونکوور
پرچم ونکوور در ۱۷ مه ۱۹۸۳ پذیرفته شد.